# Nordwede
Nordwede ist ein Ortsteil der Gemeinde Worpswede im Landkreis Osterholz in Niedersachsen.

## Geschichte
Nordwede wurde im Rahmen der Moorkolonisierung des Teufelsmoores 1764 gegründet. 1789 wurde angegeben, dass die Zahl der Häuser bei zwölf liege in denen 71 Einwohner, darunter 49 Kinder, lebten. Bei der Volkszählung von 1871 wurden in 13 Wohngebäuden 79 Einwohner gezählt. 1910 hatte der Ort 81 Einwohner.

## Gebäude
- Hofanlage Nordweder Straße 19 von 1825 in Fachwerk